# Adel bin Siraj Mirdad
Adel bin Siraj Mirdad (arabisch عادل بن سراج مرداد, DMG ʿĀdil b. Sirāǧ Mirdād; bl. 2013–2017) ist ein saudischer Diplomat.

## Studium
1993 wurde er von der Wayne State University  mit der Arbeit 'Foreign Television Programs and Their Sources: An Empirical Analysis of Media Usage and Perceptions of its Effects by Young Viewers in the Kingdom of Saudi Arabia,' zum Doktor promoviert.

## Werdegang
Von 16. Mai 2013 bis 31. Dezember 2016 war er Botschafter in Ankara und zeitgleich mit Sitz in Ankara auch in Baku (Aserbaidschan) als Botschafter akkreditiert.
2017 wurde er Staatssekretär für Politik und Wirtschaft im saudischen Außenministerium.

## Trivia
Am 23. September 1932 konnte Abd al-Aziz ibn Saud die Herrschaft über das Gebiet von Saudi-Arabien erlangen. Seither ist der 23. September der Nationalfeiertag von Saudi-Arabien – den Adel bin Siraj Mirdad am 23. September 2014 mit Taner Yıldız, Minister für Energie und natürliche Ressourcen, Mehdi Eker, Minister für Ernährung, Landwirtschaft und Viehzucht, Mehmet Görmez, Präsident für religiöse Angelegenheiten, Melih Gökçek, Bürgermeister von Ankara sowie Emrullah İşler, dem stellvertretenden AKP-Abgeordneten für Ankara, mit einem Schwerttanz feierte.
| Vorgänger                                    | Amt                                                                   | Nachfolger                       |
| -------------------------------------------- | --------------------------------------------------------------------- | -------------------------------- |
| Mohammed Raja Abdullah Al-Hussaini Al Sharif | Saudiarabischer Botschafter in Ankara 16. Mai 2013 bis 4. Januar 2017 | Walid bin Abdulkarim Al-Khuraiji |